# Global 200

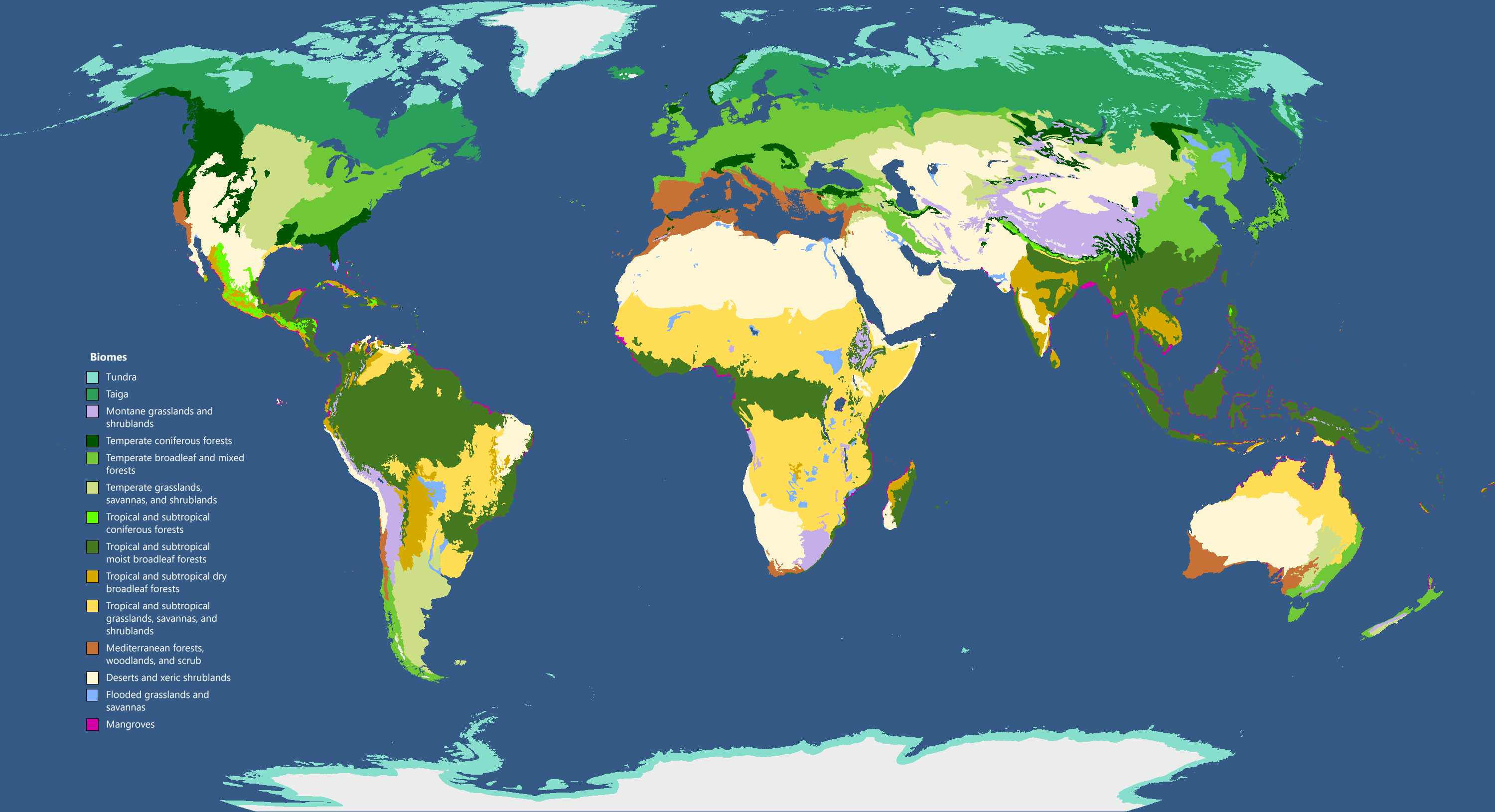
Mapa de biomes del món.

Global 200 és la llista de les ecoregions globals o bioregions identificades com a prioritàries per a la conservació pel World Wide Fund for Nature (WWF). Global 200 conté en realitat 238 ecoregions globals: 142 terrestres, 53 d'aigua dolça i 43 marines. Aquestes al seu torn se subdivideixen en 867 ecoregions terrestres, 426 ecoregions d'aigua dolça i 232 ecoregions marines.
El WWF assigna un estat de conservació a cada ecoregió, més de la meitat de les regions de la llista són classificats com «en perill».

## Procés de selecció
Basada en una llista completa d'ecoregions, Global 200 inclou tots els tipus principals de biomes, ecosistemes i espècies de cada tipus de bioma. Se centra en cada tipus principal de bioma de cada continent (com ara selves tropicals, esculls coral·lins, etc.). Utilitza l'ecoregió com la unitat d'escala per a la comparació. La selecció final es va basar en extenses anàlisis de dinou tipus principals de biomes per la riquesa d'espècies, endemismes, tàxons únics, fenòmens ecològics o evolutius inusuals, i escassetat global del tipus de bioma.
La llista Global 200 és més útil per als esforços de conservació a escala regional: desforestació local, destrucció d'aiguamolls, degradació de sòls, etc. No obstant això, certs fenòmens, com ara les migracions d'aus o de balenes, depenen de paràmetres més complexos –per exemple com ara corrents atmosfèrics i ecosistemes pelàgics dinàmics– que no es van fer servir per definir la llista. Tanmateix, les ecoregions de Global 200 poden ajudar a aquests esforços identificant el bioma i els llocs de descans dels animals migratoris. Poden també ajudar a identificar l'origen d'espècies invasores i oferir pistes per retardar o detenir la intrusió.

## Global 200
| Codi | Ecoregió global                                                           | Ecozona      | Bioma                                               | Països |
| ---- | ------------------------------------------------------------------------- | ------------ | --------------------------------------------------- | --- |
| 001  | Selva guineana                                                            | Afrotropical | Selva tropical i subtropical                        | Benín - Costa d'Ivori - Ghana - Guinea - Libèria - Sierra Leone, Togo |
| 002  | Selva costera del Congo                                                   | Afrotropical | Selva tropical i subtropical                        | Angola - Camerun - R.D. del Congo - Guinea Equatorial- Gabon - Nigèria - São Tomé i Príncipe - Rep. del Congo |
| 003  | Selva de muntanya del Camerun                                             | Afrotropical | Selva tropical i subtropical                        | Camerun - Nigèria - Nigèria |
| 004  | Selva del nord-est del Congo                                              | Afrotropical | Selva tropical i subtropical                        | República Centreafricana - R.D. del Congo |
| 005  | Selva del Congo central                                                   | Afrotropical | Selva tropical i subtropical                        | R.D. del Congo |
| 006  | Selva de l'oest del Congo                                                 | Afrotropical | Selva tropical i subtropical                        | Camerun - República Centreafricana - R.D. del Congo - Gabon - Rep. del Congo |
| 007  | Selva de munyanya de la falla Albertina                                   | Afrotropical | Selva tropical i subtropical                        | Burkina Faso - Burundi - R.D. del Congo - Ruanda - Kenya - Uganda |
| 008  | Selves de la costa oriental africana                                      | Afrotropical | Selva tropical i subtropical                        | Kenya - Somàlia - Tanzània |
| 009  | Selva de muntanya de l'Àfrica oriental                                    | Afrotropical | Selva tropical i subtropical                        | Kenya - Tanzània |
| 010  | Selva i brugueroles de Madagascar                                         | Afrotropical | Selva tropical i subtropical                        | Madagascar |
| 011  | Selves de les Seychelles i les Mascarenyes                                | Afrotropical | Selva tropical i subtropical                        | Maurici, Reunió, Seychelles |
| 012  | Selva de les Cèlebes                                                      | Australàsia  | Selva tropical i subtropical                        | Indonèsia |
| 013  | Boscos humits de les Moluques                                             | Australàsia  | Selva tropical i subtropical                        | Indonèsia |
| 014  | Boscos de terres baixes del sud de Nova Guinea                            | Australàsia  | Selva tropical i subtropical                        | Indonèsia - Papua Nova Guinea |
| 015  | Boscos de muntanya de Nova Guinea                                         | Australàsia  | Selva tropical i subtropical                        | Indonèsia - Papua Nova Guinea |
| 016  | Boscos humits de les Solomó-Vanuatu-Bismarck                              | Australàsia  | Selva tropical i subtropical                        | Papua Nova Guinea - Salomó - Vanuatu |
| 017  | Boscos tropicals de Queensland                                            | Australàsia  | Selva tropical i subtropical                        | Austràlia |
| 018  | Boscos humits de Nova Caledònia                                           | Australàsia  | Selva tropical i subtropical                        | Nova Caledònia |
| 019  | Boscos de les Illes Lord Howe-Norfolk                                     | Australàsia  | Selva tropical i subtropical                        | Austràlia |
| 020  | Ghats occidentals                                                         | Indomalaia   | Selva tropical i subtropical                        | Índia |
| 021  | Boscos humits de Sri Lanka                                                | Indomalaia   | Selva tropical i subtropical                        | Sri Lanka |
| 022  | Boscos humits subtropicals del nord d'Indoxina                            | Indomalaia   | Selva tropical i subtropical                        | R.P. de la Xina - Laos - Myanmar - Tailàndia - Vietnam |
| 023  | Boscos humits del sud-est de la Xina-Hainan                               | Indomalaia   | Selva tropical i subtropical                        | R.P. de la Xina - Vietnam |
| 024  | Boscos de muntanya mitjana de Taiwan                                      | Indomalaia   | Selva tropical i subtropical                        | Taiwan |
| 025  | Boscos humits de la serralada Annamite                                    | Indomalaia   | Selva tropical i subtropical                        | Cambodja - Laos - Vietnam |
| 026  | Boscos de les terres baixes i de muntanya mitjana de les illes de Sumatra | Indomalaia   | Selva tropical i subtropical                        | Indonèsia |
| 027  | Selves de les Filipines                                                   | Indomalaia   | Selva tropical i subtropical                        | Filipines |
| 028  | Boscos humits de Palawan                                                  | Indomalaia   | Selva tropical i subtropical                        | Filipines |
| 029  | Boscos humits de Kayah-Karen/Tenasserim                                   | Indomalaia   | Selva tropical i subtropical                        | Malàisia - Myanmar - Tailàndia |
| 030  | Boscos peninsulars malais de les terres baixes i muntanyoses              | Indomalaia   | Selva tropical i subtropical                        | Índia - Malàisia - Singapur - Tailàndia |
| 031  | Boscos de les terres baixes i muntanyoses de Borneo                       | Indomalaia   | Selva tropical i subtropical                        | Brunei - Indonèsia - Malàisia |
| 032  | Illes Ryukyu                                                              | Indomalaia   | Selva tropical i subtropical                        | Japó |
| 033  | Boscos humits de l'altiplà oriental de Deccan                             | Indomalaia   | Selva tropical i subtropical                        | Índia |
| 034  | Boscos humits dels turons de Naga-Manipuri-Chin                           | Indomalaia   | Selva tropical i subtropical                        | Bangladesh, - Índia - Myanmar |
| 035  | Boscos humits de les muntanyes Cardamom                                   | Indomalaia   | Selva tropical i subtropical                        | Cambodja - Tailàndia |
| 036  | Boscos muntanyencs de Java occidental                                     | Indomalaia   | Selva tropical i subtropical                        | Indonèsia |
| 037  | Grans boscos humits antillans                                             | Neotròpic    | Selva tropical i subtropical                        | Cuba - República Dominicana - Haití - Jamaica - Puerto Rico |
| 038  | Boscos del pacífic de l'istme de Talamanca                                | Neotròpic    | Selva tropical i subtropical                        | Costa Rica - Panamà |
| 039  | Boscos humits de Choco-Darien                                             | Neotròpic    | Selva tropical i subtropical                        | Colòmbia - Equador - Panamà |
| 040  | Boscos de muntanya dels Andes del nord                                    | Neotròpic    | Selva tropical i subtropical                        | Colòmbia - Equador - Veneçuela - Perú |
| 041  | Boscos muntanyencs costaners de Veneçuela                                 | Neotròpic    | Selva tropical i subtropical                        | Veneçuela |
| 042  | Boscos humits de Guianan                                                  | Neotròpic    | Selva tropical i subtropical                        | Brasil - Guyana Francesa - Guyana - Surinam - Veneçuela |
| 043  | Boscos humits de Napo                                                     | Neotròpic    | Selva tropical i subtropical                        | Colòmbia - Equador - Perú |
| 044  | Boscos humits de Río Negro-Jurua                                          | Neotròpic    | Selva tropical i subtropical                        | Brasil - Colòmbia - Perú- Veneçuela |
| 045  | Boscos humits de les terres altes de la Guaiana                           | Neotròpic    | Selva tropical i subtropical                        | Brasil - Colòmbia - Guyana - Surinam - Veneçuela |
| 046  | Yungas dels Andes centrals                                                | Neotròpic    | Selva tropical i subtropical                        | Argentina - Bolívia - Perú |
| 047  | Selva amazònica sud-occidental                                            | Neotròpic    | Selva tropical i subtropical                        | Bolívia - Bolívia - Brasil - Perú |
| 048  | Mata atlàntica                                                            | Neotròpic    | Selva tropical i subtropical                        | Argentina - Brasil - Paraguai |
| 049  | Bosc de les illes del Pacífic sud                                         | Oceania      | Selva tropical i subtropical                        | Samoa Nord-americana - ) Illes Cook, Fiji , Polinèsia, Niue, Samoa, Tonga, Wallis i Futuna |
| 050  | Boscos humits de Hawaii                                                   | Oceania      | Selva tropical i subtropical                        | Hawaii |
| 051  | Selva seca caducifòlia de Madagascar                                      | Afrotropical | Bosc sec                                            | Madagascar |
| 052  | Bosc humit de Nusa Tenggara                                               | Australàsia  | Bosc sec                                            | Indonèsia |
| 053  | Bosc humit de Nova Caledònia                                              | Australàsia  | Bosc sec                                            | Nova Caledònia |
| 054  | Boscos secs d'Indoxina                                                    | Indomalaia   | Bosc sec                                            | Cambodja - Laos - Tailàndia - Vietnam |
| 055  | Boscos secs de Chhota-Nagpur                                              | Indomalaia   | Bosc sec                                            | Índia |
| 056  | Boscos secs de Mèxic                                                      | Neotròpic    | Bosc sec                                            | Guatemala - Mèxic |
| 057  | Selva seca de Tumbes-Piura                                                | Neotròpic    | Bosc sec                                            | Colòmbia - Equador - Perú |
| 058  | Boscos secs de Chiquitano                                                 | Neotròpic    | Bosc sec                                            | Bolívia - Brasil |
| 059  | Boscos secs atlàntics                                                     | Neotròpic    | Bosc sec                                            | Brasil |
| 060  | Boscos secs de Hawaii                                                     | Oceania      | Bosc sec                                            | Estats Units |
| 061  | Boscos de pi i roure de Sierra Madre Oriental i Occidental                | Neàrtic      | Bosc subtropical de coníferes                       | Mèxic - Estats Units |
| 062  | Boscos de pi de les grans antilles                                        | Neotròpic    | Bosc subtropical de coníferes                       | Cuba - República Dominicana, Haití |
| 063  | Boscos de pi i roure de l'Amèrica Central                                 | Neotròpic    | Bosc subtropical de coníferes                       | El Salvador, Guatemala, Hondures, - Mèxic - Nicaragua |
| 064  | Eastern Australia temperate forests                                       | Australàsia  | Bosc temperat de frondoses                          | Austràlia |
| 065  | Tasmanian temperate rain forests                                          | Australàsia  | Bosc temperat de frondoses                          | Austràlia |
| 066  | New Zealand temperate forests                                             | Australàsia  | Bosc temperat de frondoses                          | Nova Zelanda |
| 067  | Eastern Himalayan broadleaf and conifer forests                           | Indomalaia   | Bosc temperat de frondoses                          | Bhutan, R.P. de la Xina, Índia, Myanmar, Nepal |
| 068  | Western Himalayan temperate forests                                       | Indomalaia   | Bosc temperat de frondoses                          | Afganistan - Índia - Nepal - Pakistan |
| 069  | Appalachian and mixed mesophytic forests                                  | Neàrtic      | Bosc temperat de frondoses                          | Estats Units |
| 070  | Southwest China temperate forests                                         | Paleártico   | Bosc temperat de frondoses                          | R.P. de la Xina |
| 071  | Russian Far East temperate forests                                        | Paleàrtic    | Bosc temperat de frondoses                          | Rússia |
| 072  | Pacific temperate rain forests                                            | Neàrtic      | Bosc temperat de coníferes                          | Canadà - Estats Units |
| 073  | Klamath-Siskiyou forests                                                  | Neàrtic      | Bosc temperat de coníferes                          | Estats Units |
| 074  | Sierra Nevada forests                                                     | Neàrtic      | Bosc temperat de coníferes                          | Estats Units |
| 075  | Southeastern coniferous and broadleaf forests                             | Neàrtic      | Bosc temperat de coníferes                          | Estats Units |
| 076  | Bosc valdivià-Arxipèlag Juan Fernández                                    | Neotròpic    | Bosc temperat de frondoses                          | Argentina - Xile |
| 077  | European-Mediterranean montane mixed forests                              | Paleàrtic    | Bosc temperat de coníferes                          | Albània, Algèria, Andorra, Àustria, Bòsnia i Hercegovina, Bulgària, Croàcia, Txèquia, França, Alemanya, Grècia, Itàlia, Liechtenstein, Macedònia del Nord, Marroc, Polònia, Romania, Rússia, Eslovènia, Eslovàquia                                                                                                 |
| 078  | Caucasus-Anatolian-Hycanian temperate forests                             | Paleàrtic    | Bosc temperat de coníferes                          | Armènia, Azerbaidjan, Bulgària, Geòrgia, Iran, Rússia, Turquia, Turkmenistan |
| 079  | Altai-Sayan montane forests                                               | Paleàrtic    | Bosc temperat de coníferes                          | R.P. de la Xina, Kazakhstan, Mongòlia, Rússia |
| 080  | Hengduan Shan coniferous forests                                          | Paleàrtic    | Bosc temperat de coníferes                          | R.P. de la Xina |
| 081  | Muskwa-Slave Lake boreal forests                                          | Neàrtic      | Bosc boreal/taigà                                   | Canadà |
| 082  | Canadian taiga                                                            | Neàrtic      | Bosc boreal/taigà                                   | Canadà |
| 083  | Ural Mountains taiga                                                      | Paleàrtic    | Bosc boreal/taigà                                   | Rússia |
| 084  | East Siberian taiga                                                       | Paleàrtic    | Bosc boreal/taigà                                   | Rússia |
| 085  | Kamchatka taiga and grasslands                                            | Paleàrtic    | Bosc boreal/taigà                                   | Rússia |
| 086  | Horn of Africa acacia savannas                                            | Afrotropical | Prats, sabanes i matollars tropicals i subtropicals | Eritrea, Etiòpia, Kenya, Somàlia, Sudan |
| 087  | East African acacia savannas                                              | Afrotropical | Prats, sabanes i matollars tropicals i subtropicals | Etiòpia, Kenya, Sudan, Tanzània, Uganda |
| 088  | Sabana arbrada de miombo central i oriental                               | Afrotropical | Prats, sabanes i matollars tropicals subtropicals   | Angola, Botswana, Burundi, R.D. del Congo, Malawi, Moçambic, Namíbia, Tanzània, Zàmbia, Zimbàbue |
| 089  | Sudanian savannas                                                         | Afrotropical | Prats, sabanes i matollars tropicals i subtropicals | Camerun, República Centreafricana, Txad, Nigèria, R.D. del Congo, Eritrea, Etiòpia, Kenya, Sudan, Uganda |
| 090  | Northern Australia and Trans-Fly savannas                                 | Australàsia  | Prats, sabanes i matollars tropicals i subtropicals | Austràlia - Indonèsia - Papua Nova Guinea |
| 091  | Terai-Duar savannas and grasslands                                        | Indomalaia   | Prats, sabanes i matollars tropicals i subtropicals | Bangladesh, Bhutan, - Índia - Nepal |
| 092  | Llanos savannas                                                           | Neotròpic    | Prats, sabanes i matollars tropicals i subtropicals | Colòmbia - Veneçuela |
| 093  | Cerrado woodlands and savannas                                            | Neotròpic    | Prats, sabanes i matollars tropicals i subtropicals | Bolívia - Brasil - Paraguai |
| 094  | Northern prairie                                                          | Neártico     | Prats, sabanes i matollars temperats                | Canadà - Estats Units |
| 095  | Estepa patagona                                                           | Neotròpic    | Prats, sabanes i matollars temperats                | Argentina - Xile |
| 096  | Daurian steppe                                                            | Paleàrtic    | Prats, sabanes i matollars temperats                | R.P. de la Xina - Mongòlia - Rússia |
| 097  | Sabana i prats inundats del Sudd i el Sahel                               | Afrotropical | Prats inundats i sabanes                            | Camerun - Txad - Etiòpia - Mali, Níger, Nigèria, Sudan, Uganda |
| 098  | Pradera inundada del Zambeze                                              | Afrotropical | Prats inundats i sabanes                            | Angola - Botswana, R.D. del Congo, Malawi - Moçambic- Namíbia - Tanzània - Zàmbia |
| 099  | Rann of Kutch flooded grasslands                                          | Indomalaia   | Prats inundats i sabanes                            | Índia - Pakistan |
| 100  | Everglades flooded grasslands                                             | Neotròpic    | Prats inundats i sabanes                            | Estats Units |
| 101  | Pantanal flooded savannas                                                 | Neotròpic    | Prats inundats i sabanes                            | Bolívia - Brasil - Paraguai |
| 102  | Massís etíop                                                              | Afrotropical | Prats i matollars de muntanya                       | Eritrea, Etiòpia, Sudan |
| 103  | Mosaic de muntanya de prat i selva del Rift meridional                    | Afrotropical | Prats i matollars de muntanya                       | Malawi, Moçambic, Tanzània, Zàmbia |
| 104  | East African moorlands                                                    | Afrotropical | Prats i matollars de muntanya                       | R.D. del Congo, Kenya, Ruanda, Tanzània, Uganda |
| 105  | Prat de muntanya dels Drakensberg                                         | Afrotropical | Prats i matollars de muntanya                       | Sud-àfrica - Lesotho - Eswatini |
| 106  | Central Range subalpine grasslands                                        | Australàsia  | Prats i matollars de muntanya                       | Indonèsia - Papua Nova Guinea |
| 107  | Kinabalu montane shrublands                                               | Indomalaia   | Prats i matollars de muntanya                       | Malàisia |
| 108  | Northern Andean paramo                                                    | Neotròpic    | Prats i matollars de muntanya                       | Colòmbia - Equador - Perú - Veneçuela |
| 109  | Puna                                                                      | Neotròpic    | Prats i matollars de muntanya                       | Argentina - Bolívia - Xile - Perú |
| 110  | Tibetan Plateau steppe                                                    | Paleàrtic    | Prats i matollars de muntanya                       | Afganistan - R.P. de la Xina - Índia - Pakistan - Tadjikistan |
| 111  | Middle Asian montane steppe and woodlands                                 | Paleàrtic    | Prats i matollars de muntanya                       | Afganistan - R.P. de la Xina - Kazakhstan, Kirguizstan, Tadjikistan, Turkmenistan, Uzbekistan |
| 112  | Eastern Himalayn alpine meadows                                           | Paleàrtic    | Prats i matollars de muntanya                       | Bhutan, - R.P. de la Xina - Índia - Myanmar- Nepal |
| 113  | Alaskan North Slope coastal tundra                                        | Neàrtic      | Tundra                                              | Canadà - Estats Units |
| 114  | Canadian low arctic tundra                                                | Neàrtic      | Tundra                                              | Canadà |
| 115  | Fenno-Scandia alpine tundra and taiga                                     | Paleàrtic    | Tundra                                              | Finlàndia - Noruega - Rússia - Suècia |
| 116  | Taimyr and Russian coastal tundra                                         | Paleàrtic    | Tundra                                              | Rússia |
| 117  | Chukote coastal tundra                                                    | Paleàrtic    | Tundra                                              | Rússia |
| 118  | Fynbos                                                                    | Afrotropical | Bosc i matollar mediterrani                         | Sud-àfrica |
| 119  | Southwestern Australia forests and scrub                                  | Australàsia  | Bosc i matollar mediterrani                         | Austràlia |
| 120  | Southern Australia mallee and woodlands                                   | Australàsia  | Bosc i matollar mediterrani                         | Austràlia |
| 121  | Chaparral i boscos de Califòrnia                                          | Neàrtic      | Bosc i matollar mediterrani                         | Mèxic - Estats Units |
| 122  | Matollar xilè                                                             | Neotròpic    | Bosc i matollar mediterrani                         | Xile |
| 123  | Boscos mediterranis, boscos i arbustos                                    | Paleàrtic    | Bosc i matollar mediterrani                         | Albània, Algèria, Bòsnia i Hercegovina, Bulgària, Illes Canàries, Croàcia, Xipre, Egipte, França, Gibraltar, Grècia, Iraq, Israel, Itàlia, Jordània, Líban, Líbia, Macedònia del Nord, Illes Madeira, Malta, Mònaco, Marroc, Portugal, San Marino, Eslovàquia, Espanya, Síria, Tunísia, Turquia, Sàhara Occidental |
| 124  | Deserts del Namib, Karoo i Kaoko                                          | Afrotropical | Deserts arbustius xeròfils                          | Angola, Namíbia, Sud-àfrica |
| 125  | Matollar espinós de Madagascar                                            | Afrotropical | Deserts arbustius xeròfils                          | Madagascar |
| 126  | Desert de l'Illa de Socotra                                               | Afrotropical | Deserts arbustius xeròfils                          | Iemen |
| 127  | Boscos de terres altes àrabs i matollars                                  | Afrotropical | Deserts arbustius xeròfils                          | Oman, Aràbia Saudita, Emirats Àrabs Units - Iemen |
| 128  | Matollar xeròfil de Carnarvon                                             | Australàsia  | Deserts arbustius xeròfils                          | Austràlia |
| 129  | Grans deserts de sorra-Tanami                                             | Australàsia  | Deserts arbustius xeròfils                          | Austràlia |
| 130  | Desert de Sonora-Desert de Baixa Califòrnia                               | Neàrtic      | Deserts arbustius xeròfils                          | Mèxic - Estats Units |
| 131  | Desert de Chihuahua-Desert de Tehuacán                                    | Neàrtic      | Deserts arbustius xeròfils                          | Mèxic - Estats Units |
| 132  | Matollar de les Illes Galápagos                                           | Neotròpic    | Deserts arbustius xeròfils                          | Equador |
| 133  | Desert d'Atacama-Desert de Sechura                                        | Neotròpic    | Deserts arbustius xeròfils                          | Xile - Perú |
| 134  | Deserts de l'Àsia central                                                 | Paleàrtic    | Deserts arbustius xeròfils                          | Kazakhstan, Kirguizstan, Uzbekistan, Turkmenistan |
| 135  | Manglars del Golf de Guinea                                               | Afrotropical | Manglars                                            | Angola - Cambodja, R.D. del Congo, Guinea Equatorial, Gabon - Ghana - Nigèria |
| 136  | Manglar de l'Àfrica oriental                                              | Afrotropical | Manglars                                            | Kenya - Moçambic,- Somàlia - Tanzània |
| 137  | Manglar de Madagascar                                                     | Afrotropical | Manglars                                            | Madagascar |
| 138  | Manglars de Nova Guinea                                                   | Australàsia  | Manglars                                            | Indonèsia - Papua Nova Guinea |
| 139  | Manglars Sundarbans                                                       | Indomalaia   | Manglars                                            | Bangladesh - Índia |
| 140  | Manglars de Sundas                                                        | Indomalaia   | Manglars                                            | Brunei - Indonèsia - Malàisia |
| 141  | Manglars amazònics guyanencs                                              | Neotròpic    | Manglars                                            | Brasil - Guyana Francesa - Surinam - Trinitat i Tobago - Veneçuela |
| 142  | Manglars del Golf de Panamà                                               | Neotròpic    | Manglars                                            | Colòmbia - Equador - Panamà - Perú |